# Aktieselskab
Et aktieselskab (forkortet A/S, unicode ⅍) er et erhvervsdrivende kapitalselskab og en selvstændig juridisk enhed. Ejerne af et aktieselskab (også kaldet aktionærer) har begrænset hæftelse for selskabets gæld og forpligtelser. Aktionærernes tab ved konkurs er således begrænset til værdien af deres indskud i form af tegnede eller købte aktier.
Ved selskabets stiftelse udstedes der aktier. Disse aktier købes enten ved kontant indskud eller ved indskud af andre værdier (apportindskud). Værdien af disse indskud kaldes for selskabskapital eller aktiekapitalen. Ved etablering af et aktieselskab skal der være en selskabskapital på minimum 400.000 kr.
Aktieselskaber og anpartsselskaber kaldes under ét for kapitalselskaber. Den primære forskel på et aktieselskab og et anpartsselskab er de ekstra kapitalkrav og administrative krav der stilles overfor et aktieselskab.

## Ledelse
Den daglige ledelse varetages af en direktion som ved andre selskabsformer. Den overordnede ledelse varetages af en bestyrelse, der vælges af aktionærerne, som herigennem udøver deres indflydelse i kraft af deres medejerskab. Bestyrelsen bliver så valgt ved en generalforsamling.